# 薄紅と雨
「薄紅と雨」（うすべにとあめ）は、日本のバンド12012の8枚目のシングルである。2009年10月7日発売。発売元はNAYUTAWAVE RECORDS。

## 概要
- 2009年第3弾シングル
- 通常盤とDVD付きの初回限定盤A、ボーナストラック入りの初回限定盤Bの三種リリース。初回盤AのDVDには「薄紅と雨」のビデオクリップが収録、初回盤Bには3曲目に新曲「THE GOVERNMENT STOMPING GUM」が収録されている。また初回盤Aには2009年12月12日に行われた渋谷C.C.Lemonホールでフリーライブ「無法地帯」への最優先招待応募券が付いている。
- PV監督は三石直和。

## 収録曲

### 通常盤
1. 薄紅と雨[3:47]
作詞：宮脇渉／作曲：酒井洋明
2. 深海のベット[4:01]
作詞：宮脇渉／作曲：酒井洋明
3. 薄紅と雨 (Instrumental)[3:45]

### 初回限定盤A
1. 薄紅と雨[3:47]
2. 深海のベット[4:00]
3. 薄紅と雨 -Music Clip(DVD)

### 初回限定盤B
1. 薄紅と雨[3:47]
2. 深海のベット[4:01]
3. THE GOVERNMENT STOMPING GUM[3:34]
作詞：宮脇渉／作曲：12012

## 収録アルバム
- オリジナル『SEVEN』（2010年7月14日）